# Babezioza goveda
Babezioza je sezonsko oboljenje akutnog toka koje se pojavljuje sa pojavom krpelja, a manifestuje se anemijom, visokom temperaturom, žuticom i hemoglobinurijom. Babezioze se još nazivaju i Piroplazmoze ili stočne malarije. Napada razne domaće životinje, najčešće pse, a ređe goveda, ovce i konje.

## Etiologija
Uzročnici babezioza su krvni paraziti. Ove protozoe parazitiraju i razmnožavaju se u eritrocitima prijemljivog i inficiranog domaćina. Osim u eritrocitima,razvojni ciklus babezija se odvija i u endotelu kapilara i u limfocitima, multipnom deobom. Kod goveda parazitiraju četiri vrste babezija iz roda Babesie: Babesia bovis, Babesia divergens, Babesia bigemina i Babesia major.
U našoj zemlji najčešći uzročnik je Babesia bovis, dok je Babesia divergens vrsta koja se javlja u srednjoj i zapadnoj Evropi.
Babesia bovis je najpatogenija i uzročnik je bolesti pod nazivom ,,Crvena voda, a kao prenosioci služe: Ixodes ricinus, Boophilus calcaratus, Rhipicephalus bursa.
Babesia bigemina je uzročnik „Teksaške groznice“, a kao prenosioci služe: Boophilus calcatarus, Rhipicephalus bursa i Haematophysalis punctata.
Krpelji koji služe kao prenosioci Babesie divergens su Ixodes ricinus, Haematophysalis punctata, a smatra se i Dermacentron recitulatus. Krpelj 48-72 sata po kačenju na domaćina iz svojih pljuvačnih žlezda izlučuje šigelu koja naseljava eritrocite domaćina u kojima se razmožava.

## Epizootiologija
U našoj zemlji oboljenje se najčešće javlja u krajevima oko Save i Dunava, u jugoisočnim krajevima i na Kosovu. Goveda najviše obole u periodu jul-avgust.
Mlađa goveda do godinu dana imaju veću otpornost na bolest, ali ostaju parazitonoše kao i ostala goveda koja prebole ovu bolest. Premunicija kod goveda traje dve godine osim u slučaju kada se Babesiom bovis zaraze ozdravele životinje. Smrtnost iznosi oko 30% i zavisi od mnogih faktora (od imuniteta životinje, starosti, pola) da bi se oboljenje pojavilo na određenom mesto moraju postojati određeni faktori kao što su inficirane životinje, određeni krpelji i prijemljive životinje.

## Imunitet životinja
U životinji koja preboli bolest ostaje određeni broj parazita i stvara se infektivni imunitet(premunicija)i ta životinja postaje kliconoša. Infektivni imunitet je zaštita pri ponovom inficiranju životinje istom vrstom Babezioze. Kada organizam prestane stvarati anti-tela životinja je opet prijemljiva na infekciju.

## Klinička slika
Inkubacioni period varira od 6-18 dana u zavisnosti od vrste Babezije. Bolest počinje visokom telesnom temperaturom 41-42 °C, kouktivitisom, malaksalošću, apatijom, ubrzanim i otežanim pulsom i disanjem. Životinje u bezvoljne, gube apetit, a žeđ im je povećana. Javljaju se dijareje i opstipacije kao uzroci poremećenog varenja. Mokraća zaraženih životinja je mutna. Nakon trećeg dana pojavljuje se hemoglobinurija i dolazi do opadanja broja eritrocita u cirkulaciji. Zbog hemoglobinurije mokraća može biti crvene a ponekad i crne boje. Mlečnost je smanjena ili potpuno prestaje, a mleko je žute boje i gorkog ukusa zbog prisustva hemoglobina. Kod gravidnih životinja može doći i do abortusa. Javlja se anemija vidljivih sluznica, a nakon 3-4 dana pojavljuje se i ikterus naročito na kouktivama. Bolest traje od 3 do 10 dana a nakon toga ide period rekonvalescencije od 14 do 20 dana. Kod blažih oboljenja ne dolazi do hemoglobinurije i ikterusa.

## Patomorfološke promene
Izgled leša i patomorfološke promene zavise od dužine trajanja bolesti. Leš je kahetičan, a vidljive sluzokože, moždane ovojnice, organi i seroze su obojeni žuto zbog ikterusa. Na serozama i mukozama se pojavljuju hemoragije, a krv je hidremična. Kada se leš otvori vidi se da su bubrezi i jetra distrofični. Bubrezi su prebojeni hemoglobinom, uvećani i sa krvarenjima. Kao posledica toksičnog dejstva zapaža se i kataralni gastroenteritis. Pluća su hiperemična i otekla, a srce parenhimatozno degenerisano.

## Dijagnoza
- Epizootiološki i anamnestički podaci

Podaci na osnovu kojih se gleda da li postoje neophodni uslovi za nastajanje bolesti.
- Klinička slika

Podaci koji pokazuju simptome koje je životinja ispoljila.
- Patomorfološki nalaz

Nakon uginuća životinje uzimaju se razmazi sa jetre i slezine radi mikroskopskog istraživanja parazita.
- Hematološke promene

Mikroskopskim pregledom razmaza periferne krvi obojenom po Gimzi, u toku akutne infekcije utvrđuje se prisustvo razvojnih oblika babezije u krvi.
- Serološki testovi

ELISA i IFA

## Terapija
- Imidokarb: subkutano i intramuskularno 1.2 mg/kg telesne mase
- Kvinuronijum: isključivo subkutano kod svih vrsta životinja 0.5 mg/kg telesne mase
- Diminazen: intramuskularno ili potkožno. Za 24h klinički simptomi bolesti iščezavaju. Daje se kao 7% rastvor u dozi od 3.5 mg/kg telesne mase

## Profilaksa
Profilaktičke mere se zasnivaju na uništavanju krpelja na pašnjacima i na životinjama. Za uništavanje krpelja na životinjama se koriste akaricidna sredstva. Za uništavanje krpelja na pašnjacima se koriste akaricidna sredstva uz određene agrotehničke mere.

## Spoljašnje veze
- Domaće životinje veterina Архивирано на веб-сајту  (20. фебруар 2016)
- Portal veterinara
- Bolesti goveda